# Derek Soutar
Derek Soutar est un footballeur écossais né le 4 juin 1981 à Dundee, qui évoluait au poste de gardien de but.

## Carrière
- 1998-2000 : Dundee FC  Écosse
- 2000-2001 : Brechin City  Écosse
- 2001-2002 : Alloa Athletic  Écosse
- 2002-2003 : Dundee FC  Écosse
- 2002-2003 : Alloa Athletic  Écosse
- 2002-2003 : Brechin City  Écosse
- 2003-2006 : Dundee FC  Écosse
- 2006-2008 : Aberdeen FC  Écosse
- 2008-2009 : Ross County  Écosse
- 2009-2010 : Dundee FC  Écosse
- 2010-2011 : APEP FC  Chypre
- 2011- : Formartine United  Écosse